# InterContinental Bucharest
InterContinental Bucharest – brutalistyczny pięciogwiazdkowy hotel w stolicy Rumunii, Bukareszcie, przy Piața Universității. Jest to najwyższy hotel kraju, ma 90 metrów wysokości i 22 piętra; jest również jednym z symboli Bukaresztu. 

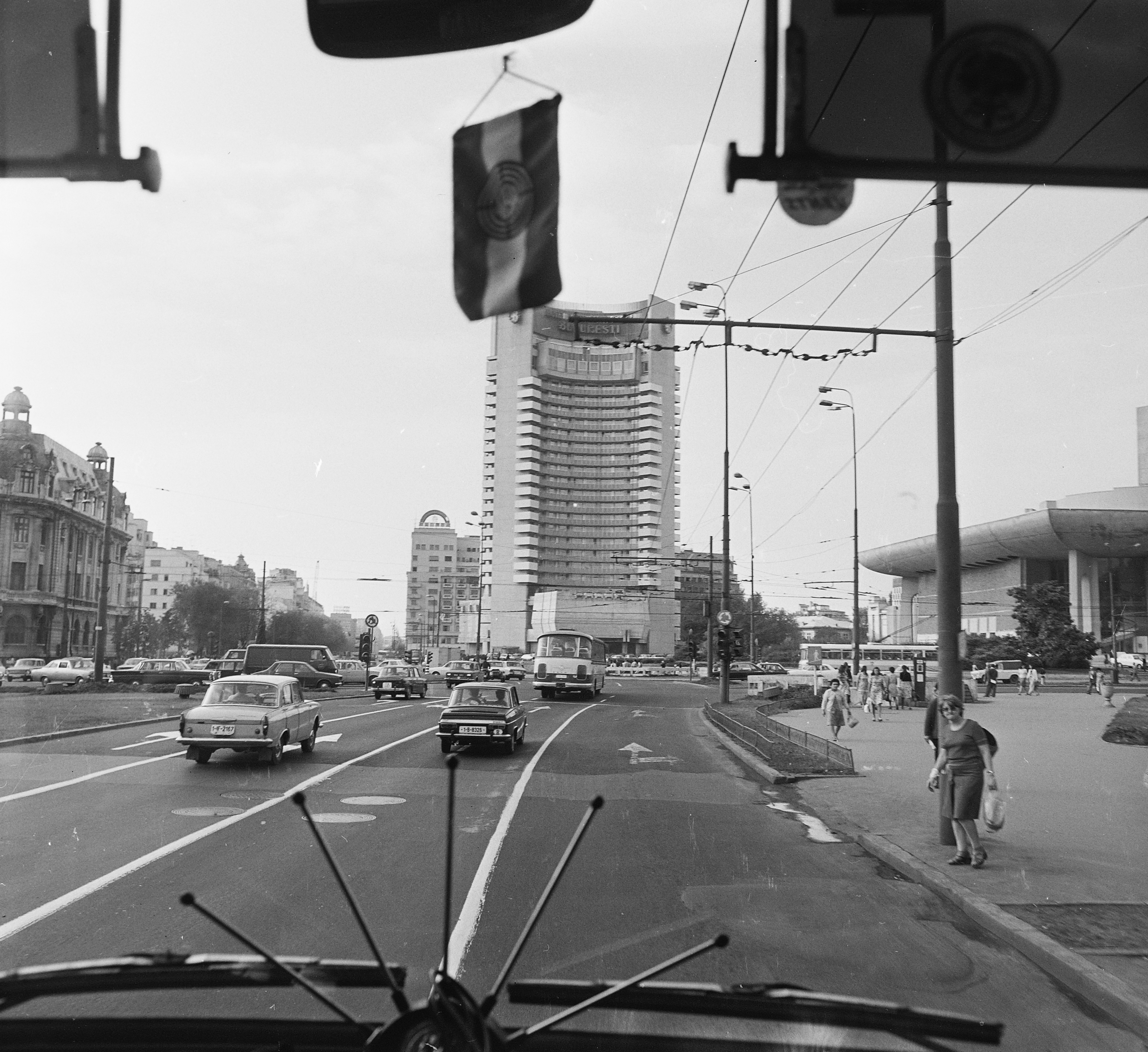
Hotel Intercontinental w 1977 roku

Budowę hotelu rozpoczęto w 1967, ukończono w 1970, a oficjalne otwarcie nastąpiło w maju 1971 – był to wówczas największy budynek w mieście. Od 2007 zarządza nim InterContinental Hotels Group.
W hotelu znajdują się 283 pokoje gościnne, każdy z panoramą stolicy. Na 21 i 22 piętrze umiejscowiono sale konferencyjne, centrum odnowy biologicznej, centrum fitness, taras zewnętrzny oraz kryty basen. Najbardziej luksusowy apartament (Imperialny – Apartamentul Imperial) znajduje się na 19 piętrze – posiada m.in. dwie sypialnie, saunę oraz fortepian; jego powierzchnia wynosi 240 metrów kwadratowych.